# Abr Bajt Sajf
Abr Bajt Sajf (arab. عبر بيت سيف) – miejscowość w Syrii, w muhafazie Hama. W 2004 roku liczyła 2819 mieszkańców.